# Morro do Cachorro
Morro do Cachorro é o ponto mais alto do município de Gaspar, SC e possui 857 metros acima do nível do mar. Está situado nas proximidades do bairro Itoupava Central em Blumenau, SC, por onde é acessado, Belchior Alto em Gaspar e Serafim em Luiz Alves ficando no limite entre os municípios de Gaspar, Blumenau e Luiz Alves. Em 23 de julho de 2013 foi registrada a ocorrência de neve neste morro.